# Catedral de San Lorenzo (Paraguay)
La Catedral de San Lorenzo es una catedral católica de estilo neogótico ubicada en la ciudad de San Lorenzo, República del Paraguay que data de principios del siglo XX aunque su conclusión tardó cerca de 50 años. Pertenece a la diócesis de San Lorenzo.
Está ubicada en el centro de la ciudad, rodeada de hermosas plazas, plazoletas y una calle peatonal. La catedral y sus plazoletas ocupan una manzana entera lindada por las calles Gaspar Rodríguez de Francia, San Lorenzo, Coronel Romero y la avenida Defensores del Chaco.
Es considerado por muchos un magnífico edificio religioso ya que su estilo es único en la República del Paraguay.

## Historia
Una vez establecida la Villa de San Lorenzo en 1775, los Jesuitas ya habían erigido una capilla en honor a San Lorenzo al suroeste de la actual ubicación, cuya estructura luego de varios años y ante la expulsión de los Jesuitas fue deteriorándose, así a principios del año 1852 se encontraba ya en un estado calamitoso por lo que el gobierno de Don Carlos Antonio López ordenó la demolición de la vieja capilla de los Jesuitas y la construcción de una nueva, de ahí la denominación actual de esa zona como Capilla-Kue (expresión en Guaraní que indica lugar donde hubo una capilla).
Así se trasladó y se inició la construcción de una nueva capilla en la actual ubicación de la Catedral a finales del año 1852, un año después de haberse bendecido la nueva capilla (nuevamente consagrada a San Lorenzo), el 24 de septiembre de 1853 se dio el primer servicio religioso en la misma. Al frente de esta se encontraba un amplio espacio abierto, dedicado a las reuniones religiosas. Dicho lugar es actualmente la "Plaza Cerro Corá".

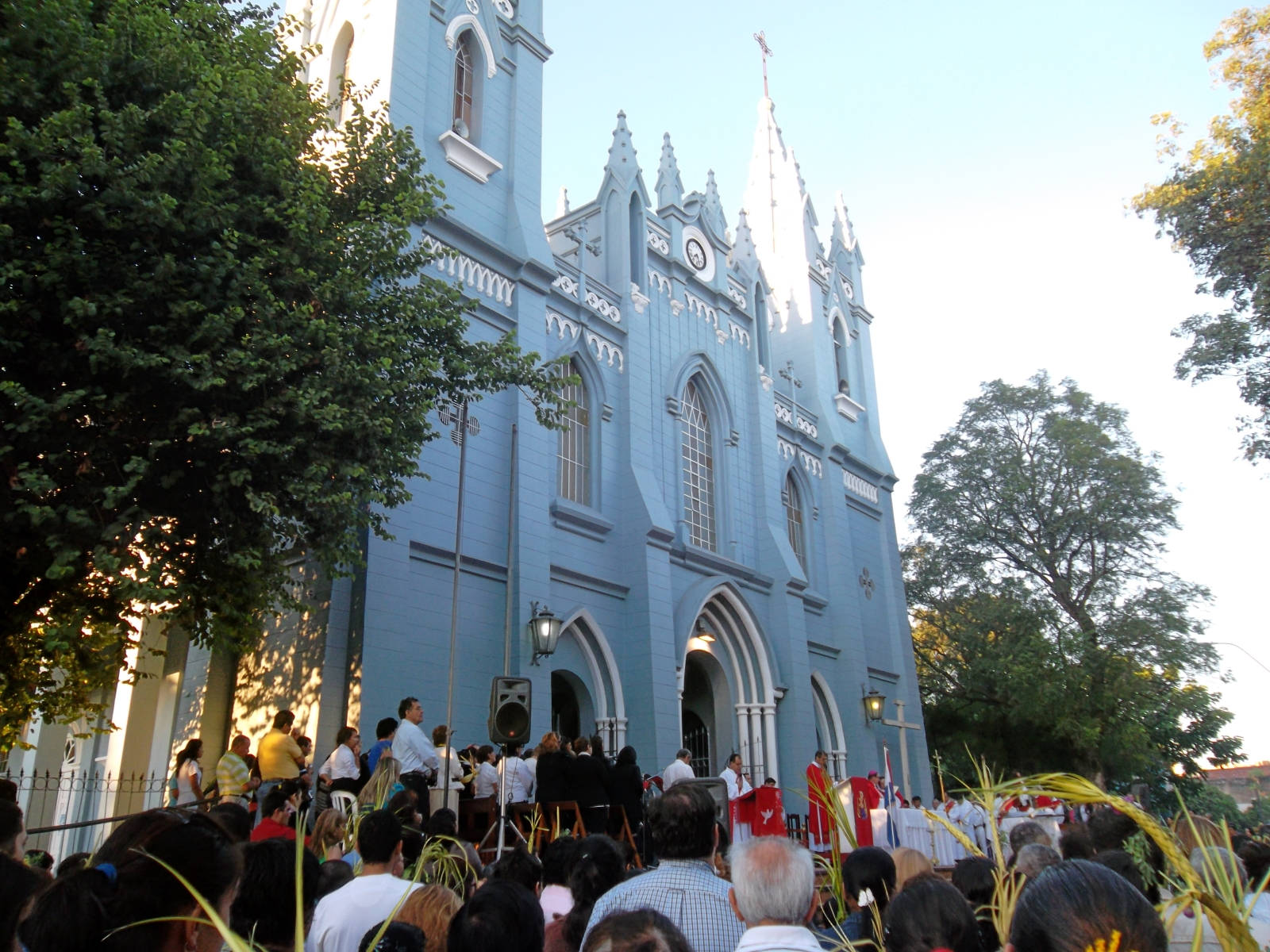
Celebración del domingo de ramos.

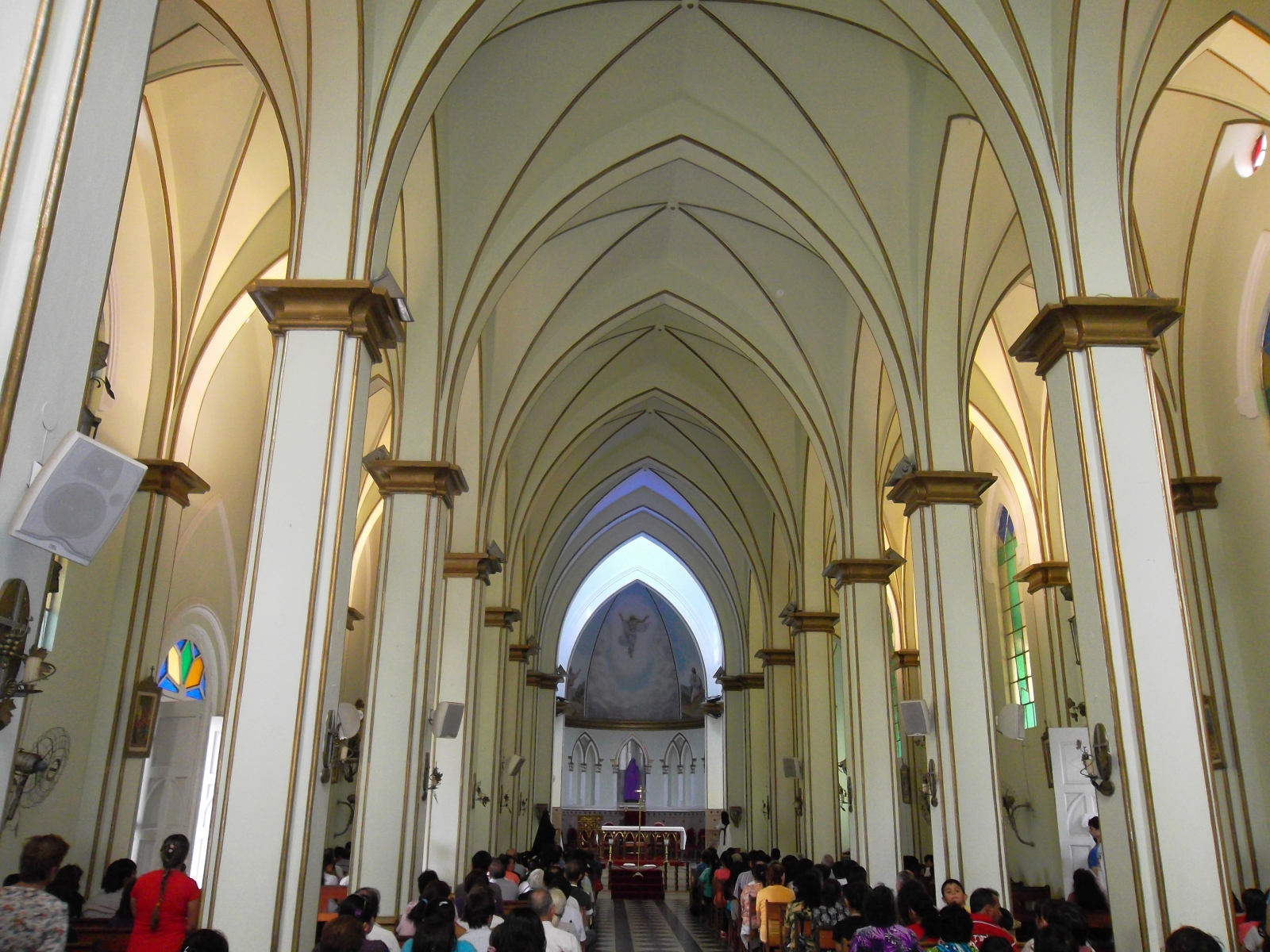
Interior de la Catedral.

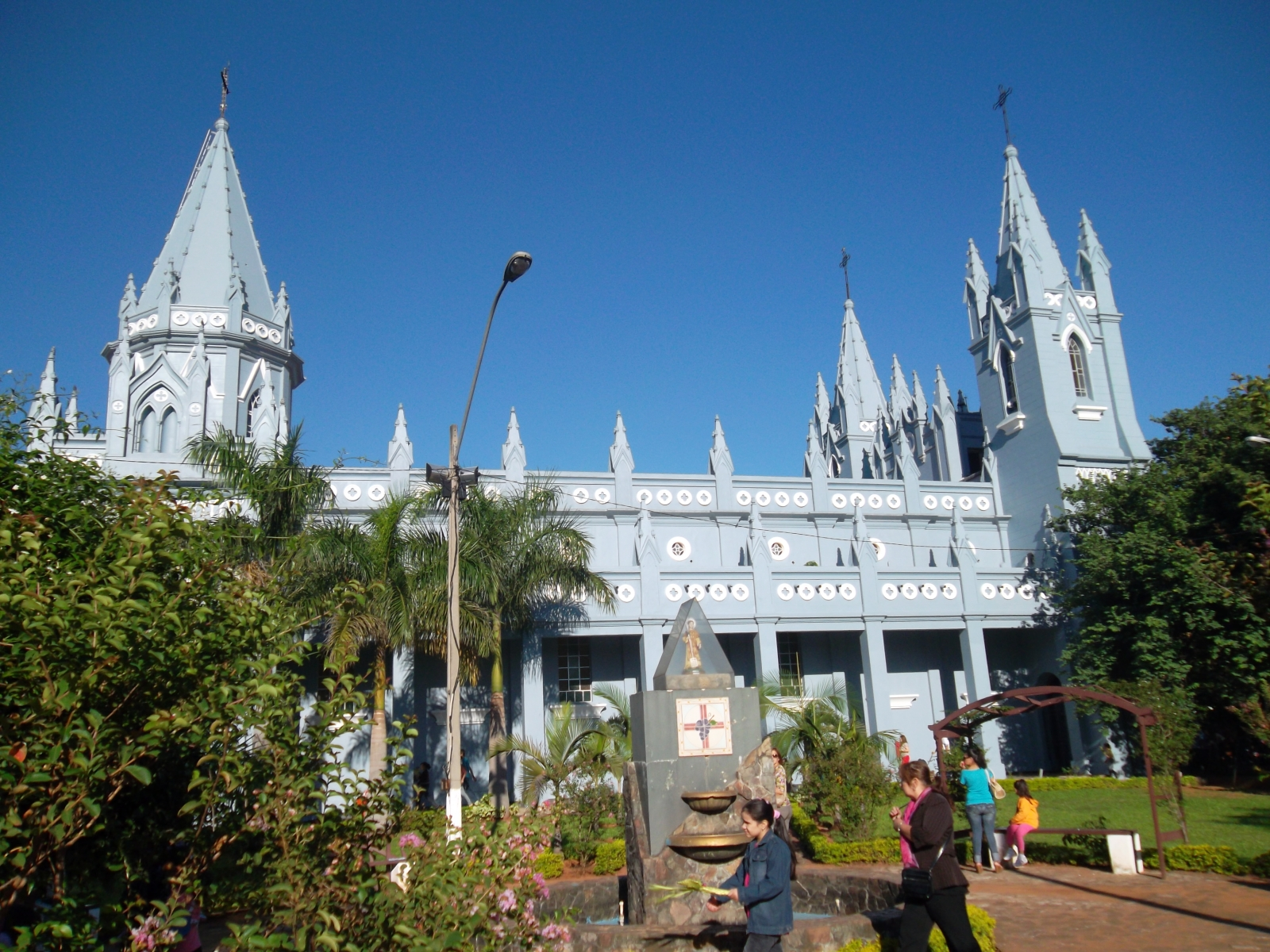
Plazoleta: fuente y jardines en el lateral derecho de la Catedral

### Un templo neogótico para San Lorenzo
A finales de la primera década de 1900 la comunidad sanlorenzana conformó una comisión pro-templo ante la aparición de deterioros en la estructura de la capilla construida en la década de 1850.
El 30 de julio de 1915 son aprobados los planos del nuevo templo para la ciudad, los cuales fueron solicitados por la comisión pro-templo al "Departamento Nacional de Ingenieros".
El 8 de agosto de 1915 es colocado la piedra fundamental de este nuevo emprendimiento, con la presencia del presidente de la República Don Eduardo Schaerer, además participaron el Monseñor Juan Sinforiano Bogarín, el cura párroco de San Lorenzo presbítero José María Giménez, los miembros de la comisión pro-templo y ciudadanía en general.
Cuando la construcción estaba aún en sus inicios es nombrado como nuevo párroco de San Lorenzo el presbítero Saturnino Rojas.
El presbítero Saturnino Rojas había realizado estudios en Europa y durante su permanencia en Bélgica se había vuelto un aficionado a la arquitectura gótica de ese país. Aprovechando que las obras del nuevo templo de San Lorenzo estaban aún en sus inicios, propone y convence a la comisión pro-templo cambiar los planos y construir el templo con este estilo arquitectónico. Ya con el apoyo de la comisión solicita al arquitecto Luis Navarro la confección de nuevos planos.
11 de junio de 1919 es la fecha en la que son aprobados los planos del nuevo proyecto. Los trabajos empiezan inmediatamente pero tarda casi 50 años en concluir las obras.
Año 1954 aún sin estar completamente terminado el templo es bendecido por el Monseñor Aníbal Mena Porta, Arzobispo del Paraguay.
Año 1961 es nombrado cura párroco el Padre Carlos Radice, durante su permanencia en el cargo (1961-1969) realizó un arduo trabajo para reunir los fondos mediante campañas de recaudación, con el objetivo de concluir las obras del nuevo templo.
Año 1968 finalmente es culminada la obra, dando a la ciudad de San Lorenzo su tan ansiada iglesia de estilo neogótico.

### El reloj de la Catedral
El reloj de la Catedral data de la década de 1850, originalmente estuvo instalada en la catedral de Asunción donde fue instalada por el ingeniero inglés Henry Godwin, ayudado por el ciudadano alemán Juan Bukmansu.
La campanada inicial fue escuchada a las 12:00 del 23 de abril de 1851, permaneció en la catedral de la Capital hasta el año 1884 cuando fue reemplazada por un reloj nuevo y es trasladado a la ciudad de San Lorenzo.
Desde entonces el reloj permanece en la catedral de San Lorenzo, marcando las horas y su presencia en la fachada principal del nuevo templo concluido en 1968, con el correr del tiempo y ante la falta de mantenimiento el reloj deja de funcionar en la década de 1990.
A finales del año 2008 se pone en marcha una comisión para reparar y poner a funcionar de nuevo el reloj de la Catedral, objetivo logrado el 23 de agosto de 2009.

## Curiosidades
La catedral de San Lorenzo aparece en la película argentino-paraguaya "La burrerita de Ypacaraí" de 1962.

## Galería de fotos

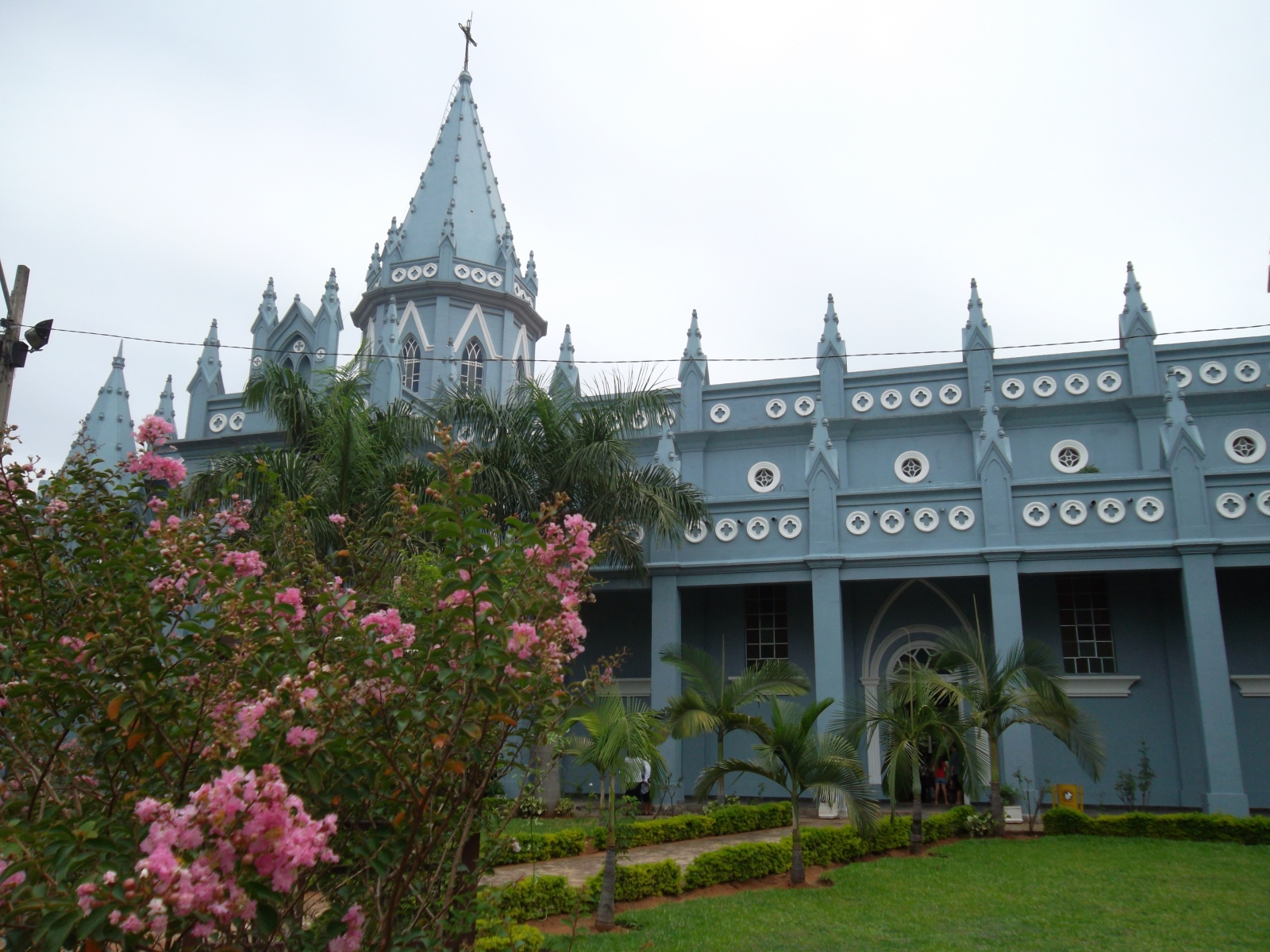
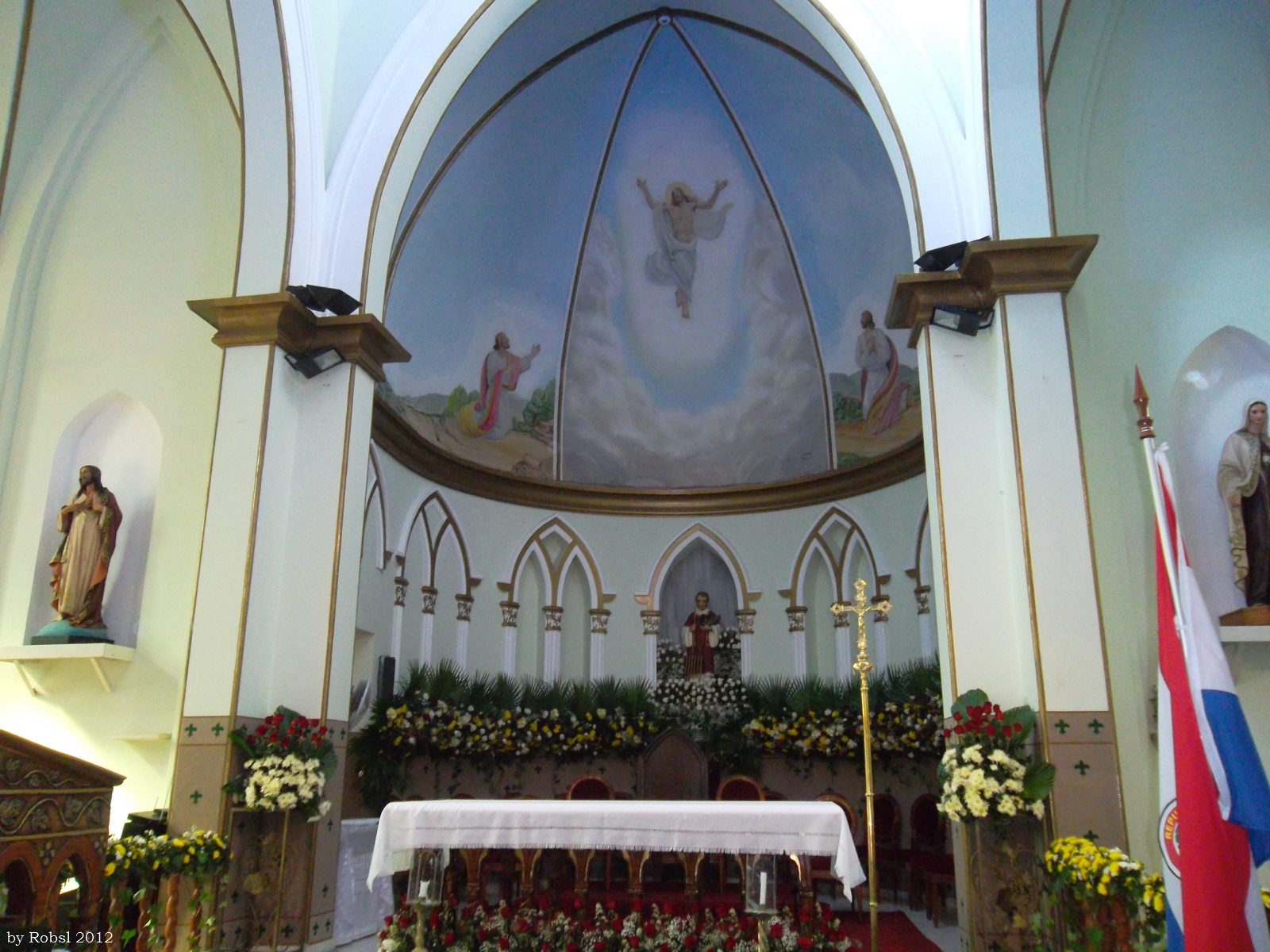
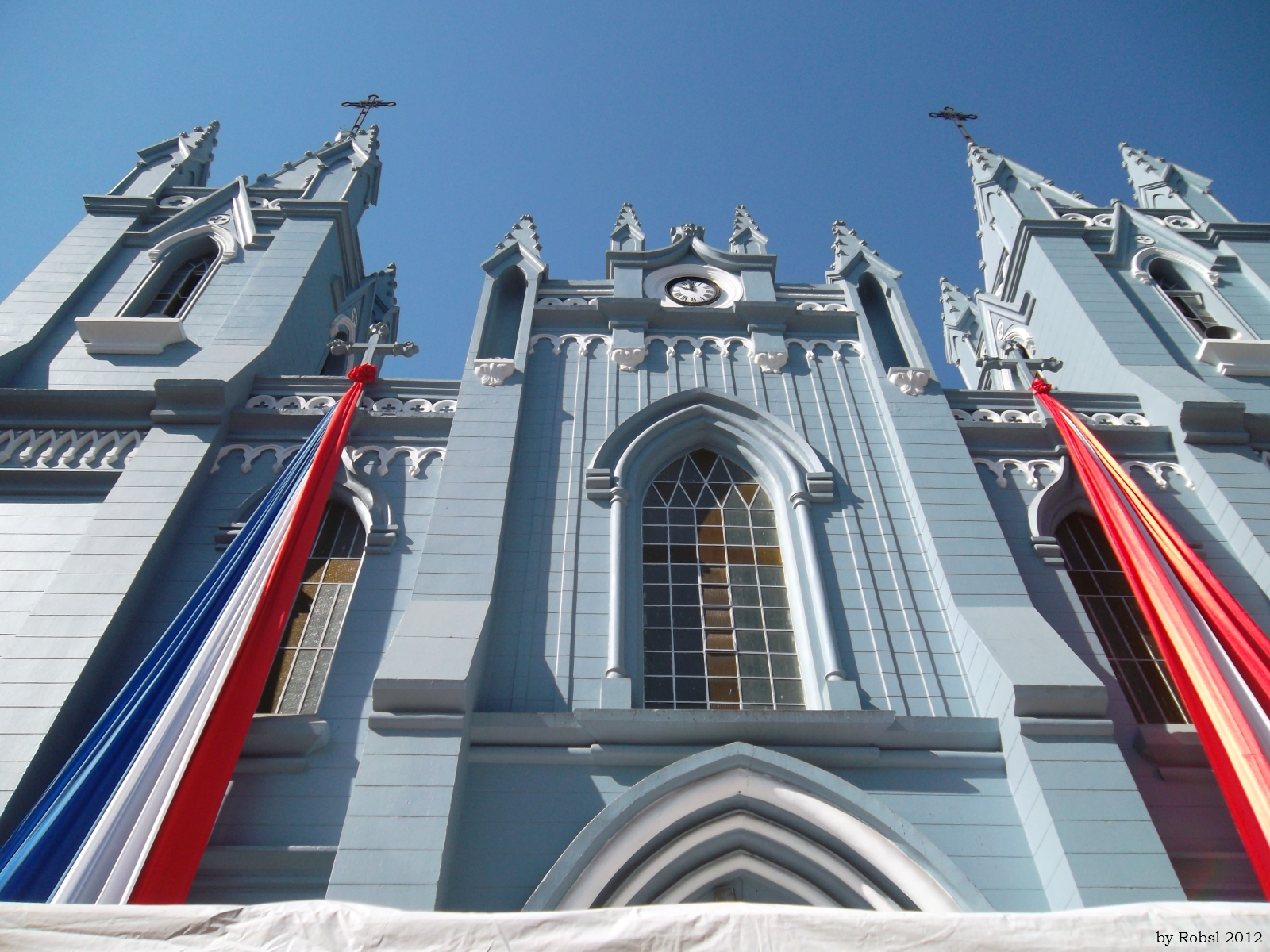
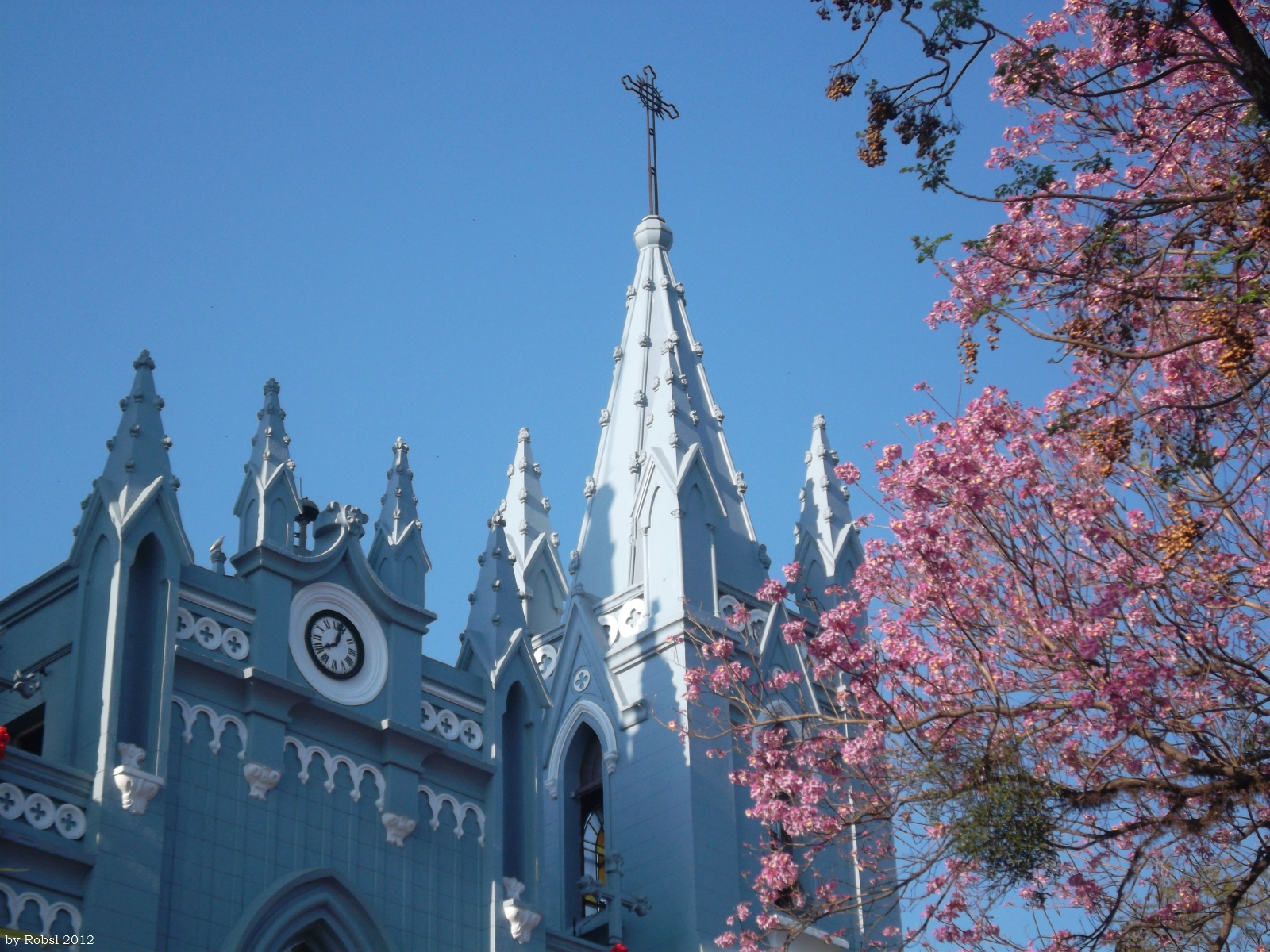